# Reinhold Braun (Schriftsteller, 1879)
Reinhold Braun (eigentlich Emil Paul Reinhold Braun-Eckelsbach; geboren am 10. Dezember 1879 in Berlin; gestorben am 14. Dezember 1959 in Freiburg im Breisgau) war ein deutscher Erzähler, Lyriker und Verfasser von Biografien.

## Leben und Werk
Braun war der Sohn eines Polizeiwachtmeisters. Er besuchte, nachdem er die Berechtigung zum Dienst als Einjährig-Freiwilliger erworben hatte, von 1898 bis 1901 das Lehrerseminar in Drossen, arbeitete dann als Lehrer zunächst in Grabow bei Landsberg an der Warthe, ab 1904 in Weißensee bei Berlin und ab 1906 in Berlin. 1918 musste er wegen eines Augenleidens aus dem Dienst ausscheiden. Danach arbeitete er als Journalist, freier Schriftsteller und Vortragsreisender.
Er war seit 1913 mit Katharina, geb. Löber, verheiratet und hatte von ihr zwei Söhne.
Nach 1945 lebte Braun in Lochham bei München.
Braun zeigte sich vor allem in den Jahren des Ersten Weltkriegs als patriotischer Schriftsteller von unermüdlicher Produktivität und unerschütterlichem Glauben an die deutsche Sache. Nach dem Ende des Weltkriegs wandte sich Braun besinnlicheren Themen zu, er verherrlichte weiter die Heimat, jedoch in weniger militarisierter Form, pries Ehe, Freundschaft und weitere Tugenden, und war sowohl durch seine Schriften als auch durch seine zahlreichen Vorträge intensiv befasst mit der Vermittlung von Lebensfreude, Frohsinn, Aufmunterung und Trost im Fall von Schicksalsschlägen und schweren Zeiten.
Braun war außerdem Wanderredner des Vereins deutscher Freimaurer.
Mit dem Jahr 1933 schlug Braun wieder martialischere Töne an. Aus dem Gedicht Fliegerkampf von 1934:
Sekunde ist Leben! Sekunde ist Tod!

Ich fliege kampflustdurchloht.

Der Motor rauscht; es braust der Propeller

schneller und schneller. –

Flügel und Trossen

sind frühglanzumflossen.

Tag und Flug so königlich!

Adler, trage mich! – – – […]
Neben seinen erzählerischen und lyrischen Werken verfasste er neben einer Studie zu Heinrich von Kleist (1911) auch Biografien von Albert Schweitzer (1956) und Helen Keller (1957).

## Werke
- Verse. Berlin & Leipzig 1910.
- Heinrich von Kleist. Gotha 1911.
- Traute Heimat. 1914.
- Wie mir's vom Herzen kam. Gedichte. 1914.
- Wir sind stärker als der Tod! Kriegsdichtungen. Berlin 1915.
- Die Seele siegt! Betrachtungen und Skizzen zum Weltkriege. Potsdam ca. 1915.
- Deutsche Frauen – Deutsche Treue! Berlin 1916.
- Heldentum in der Heimat. Bilder deutscher Kraft. Berlin 1916.
- Heil Hindenburg! Dem deutschen Volk in Heimat und Feld dargeboten. Hamburg 1916.
- Ein deutscher Heldenjunge. Eines Kriegers Erlebnis. Leipzig 1916.
- O deutsche Heimat! Ein Büchlein Gedichte aus dem Weltkrieg für draußen am Feind und daheim. Berlin 1917.
- Vom Sturm zur Stille. Neue Gedichte und Skizzen. Potsdam 1917.
- Dem Kaiser Wilhelm reichen wir die Hand! Ein Kaisergeburtstagsbüchlein für Feld und Heimat. Hamburg 1918.
- Deutsche Heimat. Ein Volksabend. Gotha 1918.
- O liebe Heimat du! Ein Pfingstgruß für daheim und draußen. Hamburg 1918.
- Gottfried Mann. Aus einem Jugendleben. Erzählung für die Jugend. Hamburg 1918.
- Kämpfer. Stille Geschichten aus dem Weltkriege. Hamburg 1918.
- Kämpferinnen. Stille Geschichten aus dem Weltkriege. Hamburg 1918.
- Wege in die Freude. Herborn 1920.
- Das Heimglückbuch. Herborn 1920.
- Das offene Fenster. Gedichte. Chemnitz ca. 1920.
- Das Morgenbuch. Berlin 1922.
- Für Dein Herz, mein Bruder! Ein Buch für Freimaurer. Berlin 1922.
- Aus tiefen Bronnen. Ein Buch von Kraft und Freude. Berlin 1922.
- Frauen-Glück und -Sehnsucht. Berlin 1923.
- Die stille Insel. Ein Buch von der Ehe. Chemnitz 1924.
- Wenn zwei in einem Himmel sind. Chemnitz 1925.
- Der Weg auf den Berg. Gedanken eines deutschen Lichtkämpfers. Herborn 1925.
- Neuer deutscher Frohmut. Ein Vortrags- und Vorlesebuch. Chemnitz & Leipzig 1925.
- Mutter. Chemnitz 1926.
- Mosaik für besinnliche Leute. Ein Weg ins Glück. Chemnitz 1926.
- Das Freundschaftsbüchlein. Berlin 1929.
- Fröhliche Lebenskunst. Herborn 1927.
- Das Trostbüchlein. Berlin. 1929.
- Menschen, die man nicht vergißt. Herborn 1929.
- Das Buch vom deutschen Vater. Chemnitz 1929.
- Das Braut- und Bräutigams-Büchlein. Chemnitz 1929.
- Das Büchlein Herzgemut. Ein Weg zum starken Leben. Berlin 1929.
- Das Geburtstagsbüchlein. Berlin 1929.
- Vom rechten Leben. Berlin 1929.
- In der Abendsonne. Ein heiter-herzliches Buch für reife Menschen. Chemnitz ca. 1930.
- Siehe, welch ein Licht sie schenken. Erzählungen. Herborn 1930.
- Das Deutsch-Jungen- und Jünglings-Buch. Berlin 1930.
- Das Deutsch-Mädel-Buch. Berlin 1930.[Anm 2]
- Advents- und Weihnachtsbüchlein. Berlin 1930.
- Die seltsame Welt der Annetraut Ohnzeit. Roman einer Entfaltung. Herborn 1931.
- Der Seele glückhaftes Haushalt-Büchlein. Herborn 1931.
- Die fröhliche Goethe-Mutter. Ein Büchlein Lebensmeisterung. Berlin 1931.
- Der heiter-lebendige Goethe. Ein Büchlein Lebensführung. Berlin 1938.
- Deutsche Christnacht-Geschichten. Herborn 1932.
- Vom mutigen Leben. Gleichnisse der Daseinsmeisterung. Frankfurt am Main  1948.
- Leben, sei gelebt! Aphorismen. Dortmund 1949.
- Glauben, Hoffen, Lieben der Frau Rat Goethe. Ein Büchlein zu Kraft und Trost und rechtem Menschsein. Konstanz 1949.
- Lebensbilder für unsere Jugend. Biografische Heftreihe. Dortmund ca. 1950 ff.
- Das heiter-tapfere Herz. Memmingen 1955.
- Albert Schweitzer. Konstanz 1956.
- Helen Keller. Licht in der Dunkelheit. Konstanz 1957.